# Jakub Kotek
Jakub „Koťák“ Kotek (* 25. října 1987, Hradec Králové) je český moderátor a influencer. Je známý zejména moderováním v rádiích, televizích a ve vlastní talkshow Easy Cast.

## Kariéra
Jakub „Koťák“ Kotek působí jako moderátor v rádiu Evropa 2. Rovněž se podílí na speciálních projektech stanice. Je známý z pořadu Snídaně s Novou, z reportáží pro TOP Star magazín či z hudební televize Óčko, kde uváděl pořad Mixxxer, Koťák Kuchtík a další hudební či zábavné formáty. Objevil se také jako moderátor Česko Slovensko má talent AFTERSHOW na Prima a Prima Cool, kde pravidelně připravoval rozhovory se soutěžícími a zákulisní pohled do talentové soutěže.
Mimo televizní a rozhlasové vysílání také moderuje na různých veřejných i soukromých akcích a maturitních plesech.
V rámci online prostředí moderuje vlastní internetovou talkshow a podcast s názvem EasyCast, v němž pravidelně zpovídá hosty z různých oblastí, jako jsou hudba, film, sociální sítě či sport.
V roce 2025 se také stal jedním z účastníků reality show Survivor Česko & Slovensko.